# Peugeot TG
Il Peugeot TG era un motore a scoppio prodotto dal 1938 al 1950 dalla Casa automobilistica francese Peugeot.

## Caratteristiche

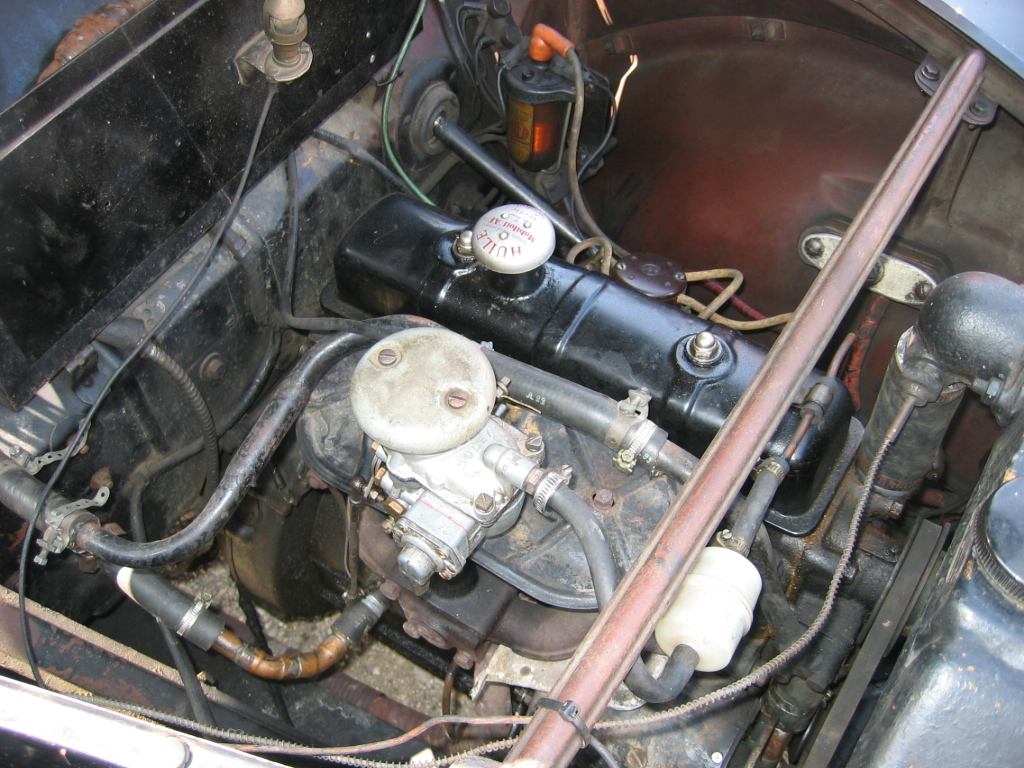
Vista di un motore TG

Questo motore nasce per sostituire il precedente motore SE montato sulla Peugeot 201 e viene utilizzato esclusivamente sulla corrispondente erede di quest'ultima, ossia la Peugeot 202.

Tale motore è un 4 cilindri in linea con monoblocco in ghisa a canne in umido e testata in lega di alluminio. L'albero a gomiti era a tre supporti di banco. Le misure di alesaggio e corsa erano pari a 68x78 mm, misure che ne facevano un motore sottoquadro. La cilindrata era quindi di 1133 cm³. 

La distribuzione era ad albero a camme laterale comandato da catena, mentre l'alimentazione avveniva tramite un carburatore  Solex 26 IAC.

Il rapporto di compressione era inizialmente di 7:1. La potenza massima era di 30 CV a 3500 giri/min.

Nel dicembre 1938, dopo pochi mesi dalla sua introduzione, tale motore subì degli aggiornamenti riguardanti più che altro i supporti del motore. In questa nuova versione, il motore prese la sigla TG2.

In seguito vi furono altri aggiornamenti: il rapporto di compressione, per esempio, scese a 6.8:1 nell'agosto 1947, 6.66:1 nel novembre dello stesso anno ed infine a 6.5:1 un mese dopo.
Dal 1947 al 1950 il motore TG2 venne rispolverato per essere montato anche sul furgone CPV, prodotto dalla Chenard & Walcker.